# بیپورت (فلوریدا)
بیپورت (به انگلیسی: Bayport) یک منطقهٔ مسکونی در ایالات متحده آمریکا است که در شهرستان هرناندو، فلوریدا واقع شده‌است. بیپورت ۱٫۶۷ کیلومتر مربع مساحت و ۴۳ نفر جمعیت دارد و ۱ متر بالاتر از سطح دریا قرار دارد.